# Chon-Tu Kwan Hapkido
 (juillet 2021).
Si vous disposez d'ouvrages ou d'articles de référence ou si vous connaissez des sites web de qualité traitant du thème abordé ici, merci de compléter l'article en donnant les références utiles à sa vérifiabilité et en les liant à la section « Notes et références ».
Le Chon-Tu Kwon Hapkido est un style d'hapkido de combat fondé par John Pellegrini aux États-Unis en 1990 sous le nom d'International Combat Hapkido Federation. Elle est officiellement reconnue par la WKF/KKA en 1999 sous le nom de Chon-Tu Kwon Hapkido. C'est un style moderne d'Hapkido, basé sur une approche scientifique de l'auto-défense.

## Description
Le Combat Hapkido a été créé par John Pellegrini.
Le Combat Hapkido n'intègre pas certaines techniques traditionnelles d'Hapkido jugées peu pratiques pour les scénarios d'auto-défense modernes. Par exemple, les chutes acrobatiques, les coups de pied sautants/rotatifs, les formes et la méditation ont été supprimés, tout comme les armes telles que les épées et autres armes qui ne seraient pas pratiques et ne seraient pas typiquement portées dans la société moderne. La stratégie de l'Hapkido de combat diffère de celle de l'Hapkido traditionnel car elle inclut l'adoption de caractéristiques de styles comme le jeet kune do, le jujutsu, la boxe occidentale et le kuntao silat pour améliorer son programme de base. Par exemple, des critiques ont été émises selon lesquelles les styles traditionnels d'hapkido ne proposent pas de programme complet d'autodéfense au sol; Combat Hapkido tente de remédier à ce problème en recherchant et en incorporant des techniques de grappage issues de différents styles. Un autre exemple est l'incorporation de versions dérivées des techniques de piégeage et d'entrée du Jeet Kune Do pour améliorer les transitions dans les techniques de blocage et de projection de l'Hapkido de combat. Les techniques de base du Combat Hapkido s'appuient fortement sur les techniques traditionnelles du Hapkido que l'ICHF a déterminé comme ayant les applications les plus pratiques pour leur objectif d'auto-défense moderne. Le programme de base a été organisé en dix niveaux ou grades de base et des documents de référence détaillés, y compris une vidéothèque complète, sont fournis aux écoles et aux étudiants individuels par le siège de l'ICHF à Fernandina Beach, en Floride. Toute la formation en Hapkido de combat est renforcée par des séminaires de formation étendus, la plupart des mois contenant plusieurs séminaires situés à travers les États-Unis et à l'étranger. En plus du programme de base, l'ICHF recherche et développe des "modules" qui sont compatibles avec le programme de base et encourage les étudiants à les explorer. Quelques exemples de ces "modules" sont "Combats de bâton et de couteau", "Survie au sol", "Lancers de combat", "Frappe de cible anatomique/points de pression", "Piégeage", "Canne", "Dan Bong", et "Désarmement des armes". Les nouveaux modules sont soutenus par des DVD, des séminaires et des cours locaux dispensés par des instructeurs certifiés pour chaque cours. Les étudiants de l'ICHF doivent connaître le programme de base pour être promus et sont encouragés à étudier également les différents modules optionnels. Les instructeurs peuvent exiger de leurs étudiants qu'ils apprennent certains de ces modules supplémentaires pour progresser.

## Logo

Son logo est composé, sur fond de drapeau coréen, d'un lion de couleur or dressé sur ses pattes arrière, prêt au combat, ceinturé d'un bande noire ou sont inscrits International Combat Hapkido Federation

## Publication
- (en) John Pellegrini, Combat Hapkido : The Art of Self Defense, Budo International, 2009, 223 p. (présentation en ligne)